# Gotthard Urban

Gotthard Urban

Gotthard Cornelius Carl Urban (* 1. März 1905 in Oberweimar; † 27. Juli 1941 in Grjada, Sowjetunion) war ein deutscher Politiker (NSDAP). Als Stabsleiter im Amt Rosenberg gehörte er zu den wichtigsten Mitarbeitern von Alfred Rosenberg.

## Leben und Wirken
Urban verbrachte seine Schulzeit in Weimar und Jena. Auf dem Gymnasium in Weimar war er Schulkamerad von Martin Bormann, Baldur von Schirach und Rainer Schlösser. Von 1921 bis 1923 absolvierte er eine kaufmännische Lehre und war danach als kaufmännischer Angestellter – von 1928 bis 1930 als Abteilungsleiter – tätig. Urban trat 1923 der NSDAP bei. Über von Schirach lernte er später Alfred Rosenberg kennen. Urban wurde 1934 als Oberbannführer der Hitlerjugend Gebietsführer im Stab des Reichsjugendführers. Ab der 9. Wahlperiode im November 1933 war Urban für den Wahlkreis 22 (Düsseldorf-Ost) bis zu seinem Tod Mitglied des zur Zeit des Nationalsozialismus relativ bedeutungslosen Reichstags.
Ab Oktober 1930 fungierte er als Geschäftsführer der Reichsleitung im Kampfbund für deutsche Kultur zunächst in München und ab Mai 1933 in Berlin. Dort arbeitete er eng mit dem zweiten hauptamtlichen Referenten Walter Stang – der, wie er selbst auch, SA-Mitglied war – zusammen. Im Juni 1933 war Urban Mitbegründer der „Reichsstelle zur Förderung des deutschen Schrifttums“ (RFdS), die ihren Sitz zunächst in Leipzig hatte. Daneben wurde er Vorstandsmitglied in der von Walter Stang geleiteten „Deutsche Bühne e. V.“.
Später wurde Urban, der als fanatischer Nationalsozialist galt, von Rosenberg in das neu geschaffene Amt Rosenberg übernommen. Seit Januar 1934 war Urban Stabsleiter im Amt Rosenberg und dort zunächst für die Koordination der Ämter „Schulung“, „Kunstpflege“, „Schrifttumspflege“ und „Vor- und Frühgeschichte“ zuständig, danach auch „Wissenschaft“ und „kirchenpolitische Fragen“. Obwohl Urban seinem Posten als Stabsleiter aufgrund von fehlendem organisatorischen Geschick und mangelnder intellektueller Begabung nicht gewachsen war, hielt Rosenberg, der seine Loyalität schätzte, an ihm fest.
Im November 1938 schickte Rosenberg Urban nach Frankfurt am Main zu Friedrich Krebs, um gemeinsam das zukünftige „Institut zur Erforschung der Judenfrage“ zu planen. Die Gespräche zwischen Krebs und Urban, die sich seit der gemeinsamen Zeit im Kampfbund für deutsche Kultur kannten, verliefen erfolgreich. Auch Wilhelm Grau wurde wenige Tage später von Urban in diese Gespräche einbezogen. Krebs hielt detailliert die einzelnen Punkte des Vorhabens in einer Notiz fest; so unter anderem nach „Möglichkeit die Zusammenlegung der beschlagnahmten jüdischen Büchereien in diesem Institut“ und, dass der Aufbau einer „Hohen Schule“ für dieses Institut geplant sei. Als das Institut im März 1941 eröffnet wurde, nahm Urban als Gast an den Einweihungsfeierlichkeiten teil.
Im Februar 1939 führte Urban ein Gespräch mit Karl Hanke, Referent von Joseph Goebbels und späterer Gauleiter, wobei Urban laut Rosenbergs Tagebuch gesagt haben soll, dass über Goebbels „vom Gauleiter bis zur Waschfrau in abfälligster Weise gesprochen“ werde. Hanke habe ihm daraufhin geantwortet, dass er selbst bereits sein Amt niederlegen wollte.
Nach Beginn des Zweiten Weltkrieges wurde Gotthard Urban zur Wehrmacht eingezogen und war zeitweise bei einer Propagandakompanie tätig. Im Herbst 1940, vermutlich am 16. September, hielt Rosenberg in seinem Tagebuch unter anderem fest: „Urban ist jetzt 10 Jahre bei mir. Meinen Dankbrief nach Polen hat er gerade heute nachgeschickt erhalten. Und dankt mir. Wir schütteln uns kameradschaftlich die Hand. Stets hat er treu zur mir gestanden [...].“ Zum selben Zeitpunkt schickte Rosenberg im Zusammenhang mit seinem „Einsatzstab Reichsleiter Rosenberg“ an „Stabsleiter Urban“ einen Durchschlag einer Aktennotiz über die „Sicherstellung von Kulturgut in Frankreich und den anderen besetzten Gebieten“. Einen Monat nach Beginn des Überfalls auf die Sowjetunion starb Urban bei Kampfhandlungen am Ilmensee. Sein Nachfolger im Amt Rosenberg wurde Helmut Stellrecht, sein Nachfolger im Deutschen Reichstag wurde Johann Georg Hagemeyer.

## Schriften
- Gotthard Urban: Judentum und Bolschewismus in der Tschechoslowakei. In: Der Weltkampf. Jg. 15, Nr. 174, Juni 1938, S. 265–272.